# Børge Jensen (Olsen-banden)
 For alternative betydninger, se Børge Jensen. (Se også artikler, som begynder med Børge Jensen)
Børge Jensen (muligvis født i 1958) er en fiktiv person i filmene om Olsen-banden. Børge blev spillet af Jes Holtsø. Han optræder i film nr. 1-8 og 11 samt 14.
Børge er Kjelds og Yvonnes søn. I den første film har han storebroren Birger og en unavngiven lillesøster, men i de andre film er han enebarn. Børge hjælper nogle gange til med Olsen-bandens kup.
I Olsen-bandens store kup siger Børges mor, Yvonne, at Børge er opkaldt efter Kjelds far; i samme film skal Børge konfirmeres, men han vil hellere have en knallert. I Olsen-banden går amok har han fået en knallert.
I Olsen-banden på sporet kan Børge se frem til at blive trafikelev i DSB på trods af, at hans mor tidligt i filmen ønskede, at Børge kunne blive elev i ØK.
I Olsen-banden ser rødt bliver Børge gift med sin klodsede kæreste, Fie, som blev spillet af Lene Brøndum; i Olsen-banden overgiver sig aldrig får de en søn, som skal opkaldes efter sin farfar, Kjeld; ligesom Børge, der er opkaldt efter sin farfar.
I Olsen-bandens sidste stik bliver Børge Jensen omtalt som en kendt selskabstømmer, der bor i Portugal. Den sidste film er uden Fies medvirken.
I de norske film med Olsenbanden hedder han Basse (bortset fra en enkelt film hvor han hedder Birger). Basse blev spillet af Pål Johannessen.

## Medvirken
Danmark
Olsen-banden (1968), Olsen-banden på spanden (1969), Olsen-banden i Jylland (1971), Olsen-bandens store kup (1972), Olsen-banden går amok (1973), Olsen-bandens sidste bedrifter (1974), Olsen-banden på sporet (1975), Olsen-banden ser rødt (1976), Olsen-banden overgiver sig aldrig (1979), og Olsen-bandens sidste stik (1998).
Norge
Olsen-Banden-operasjon Egon (1969), Olsenbanden og Dynamitt-Harry (1970), Olsenbanden tar gull (1972), Olsenbanden og Dynamitt-Harry går amok (1973), Olsenbanden møter Kongen & Knekten (1974), Olsenbandens siste bedrifter (1975), Olsenbanden for full musikk (1976) og Olsenbandens siste stikk (1999).